# Juha-Matti Alaluusua
Juha-Matti Alaluusua (* 14. Februar 1985 in Kemijärvi) ist ein ehemaliger finnischer Bahn- und Straßenradrennfahrer.
Juha-Matti Alaluusua gewann 2004 beim Flèche du Sud die dritte Etappe nach Warken. Daraufhin fuhr er 2005 für das niederländische Team Moser-AH-Trentino, wo er einmal Etappendritter beim OZ Wielerweekend wurde. Seit 2006 fährt er für das Continental Team Time-Van Hemert. 2005 und 2006 wurde Alaluusua jeweils finnischer Meister in Mannschaftsverfolgung und Teamsprint auf der Bahn.

## Erfolge

### Straße
2004
- eine Etappe Flèche du Sud

### Bahn
2005
- Finnischer Meister – Mannschaftsverfolgung (mit Timo Erjomaa, Toni Liias und Jussi Tomperi)
- Finnischer Meister – Teamsprint (mit Toni Liias und Vesa Niskala)

2006
- Finnischer Meister – Mannschaftsverfolgung (mit Timo Erjomaa, Toni Liias und Jussi Tomperi)
- Finnischer Meister – Teamsprint (mit Toni Liias und Vesa Niskala)

## Teams
- 2005 Moser-AH-Trentino
- 2006 Procomm-Van Hemert
- 2007 Time-Van Hemert